# Valdemar Bjørn Vangså
Valdemar „valde“ Bjørn Vangså (* 12. Juni 1995) ist ein seit 2016 aktiver dänischer E-Sportler, der zurzeit bei Team SoloMid unter Vertrag steht.

## Karriere
Valdemar „valde“ Bjørn Vangså begann seine Karriere 2016 in mehreren kleineren Teams. Gemeinsam mit seinen Mitspielern formte er 2016 die E-Sport Organisation Heroic. Mit dieser spielte er sich erstmals ins internationale Rampenlicht. Nachdem er am 21. Mai 2017 aus dem aktiven Lineup gestrichen wurde, wechselte valde am 21. August 2017 zu North. Dort war er maßgeblich an der erfolgreichsten Phase der E-Sport Organisation beteiligt. In den 3 Monaten nach seinem Wechsel wurde in drei großen Turnieren mindestens das Viertelfinale erreicht, wobei die DreamHack Open Montreal 2017 gewonnen wurde.
2018 wurde nach einem schwachen Start das individuell erfolgreichste Jahr seiner Karriere. Mit seinem Team gewann er drei DreamHack-Turniere und erhielt dafür ein Preisgeld von 40000 US-Dollar. In diesem Jahr wurde Valdemar Bjørn Vangså von der Webseite HLTV auf Platz 20 der 20 besten Counter-Strike:Global-Offensive Spieler gewählt. Danach konnte North mit valde nicht mehr an frühere Erfolge anknüpfen und valde wechselte, nachdem er 2 Monate nicht mehr Teil des aktiven Teams war, zu OG Esports. Mit OG scheiterte erst im Finale der Flashpoint Season 2 an Virtus.pro. valde gewann bei dem Turnier seinen zweiten MVP-Award, nachdem er bereits bei der Dreamhack Open Valencia 2018 zum wertvollsten Spieler gekürt wurde. Mit OG stellten sich keine langanhaltenden Erfolge ein und er wurde am 11. Mai 2022 aus dem aktiven Lineup entfernt. Am 20. August 2022 verkündete die finnische E-Sport-Organisation ENCE die Verpflichtung von valde. Dort traf er auf seinen früheren Mitspieler bei Heroic, Marco „⁠Snappi⁠“ Pfeiffer. Team SoloMid verpflichtete valde am 29. August 2023.